# Lausen
Lausen (toponimo tedesco) è un comune svizzero di 5 054 abitanti del Canton Basilea Campagna, nel distretto di Liestal.

## Monumenti e luoghi d'interesse

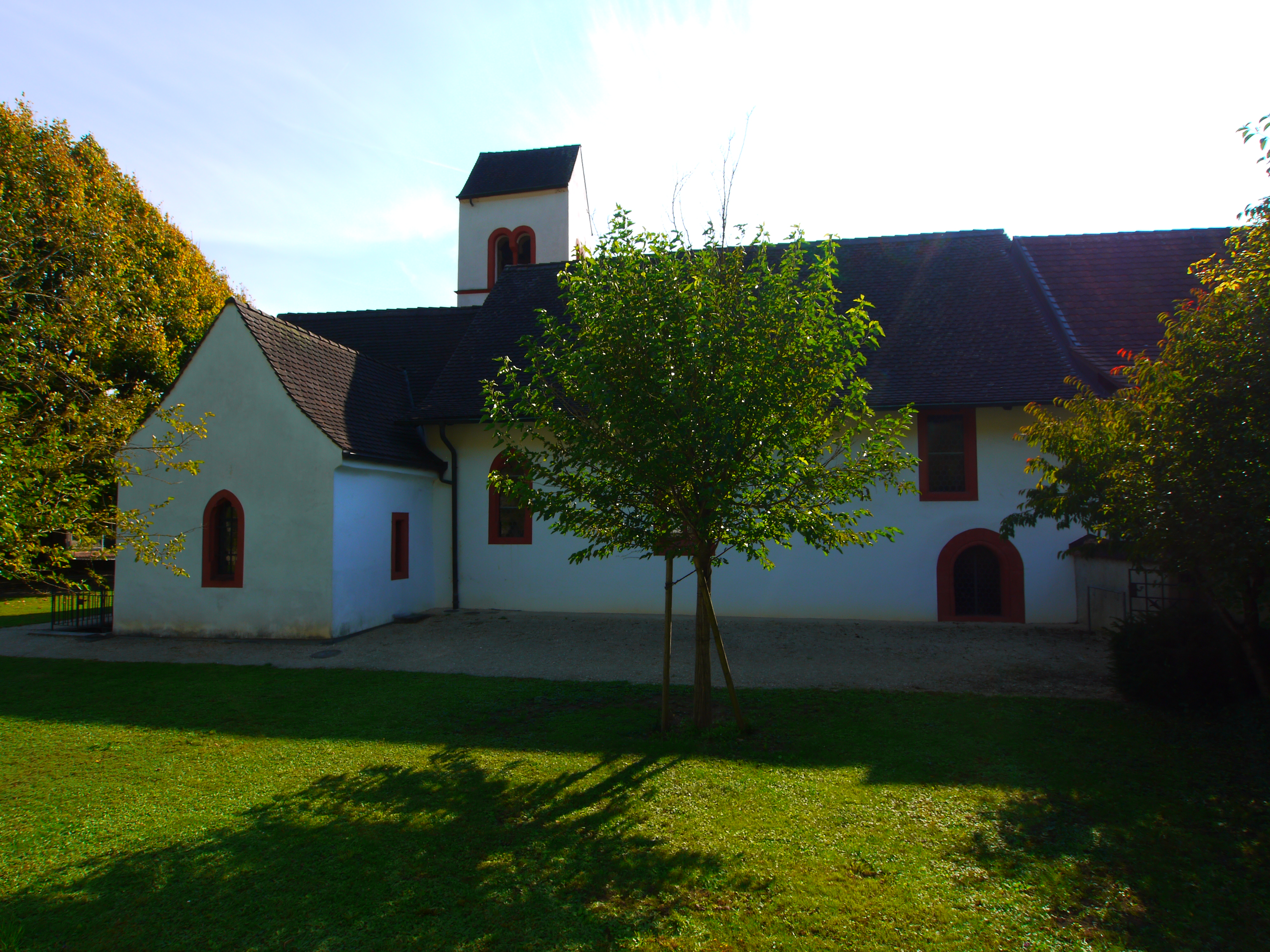
La chiesa riformata

- Chiesa riformata (già di San Nicola) in località Bettenach, eretta nel VI secolo e ricostruita nell'XI e nel XV secolo[1].

## Società

### Evoluzione demografica
L'evoluzione demografica è riportata nella seguente tabella:
Abitanti censiti

## Infrastrutture e trasporti
Lausen è servito dall'omonima stazione sulla ferrovia Basilea-Olten.

## Amministrazione
Ogni famiglia originaria del luogo fa parte del cosiddetto comune patriziale e ha la responsabilità della manutenzione di ogni bene ricadente all'interno dei confini del comune.